# Международное воинское кладбище на Хьётте

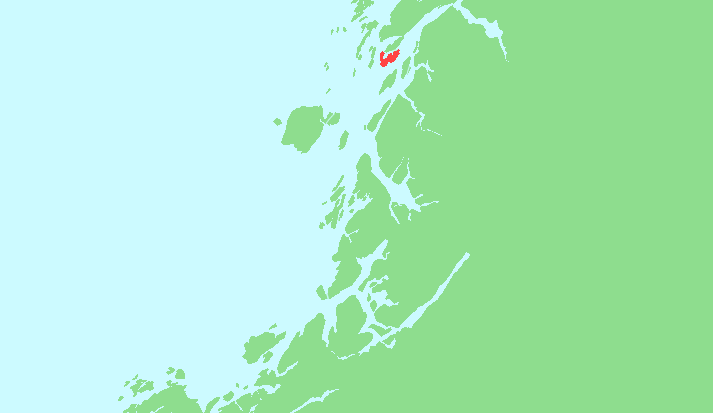
Местоположение Хьётты

Международное воинское кладбище на Хьётте (норв. Tjøtta internasjonale krigskirkegård) — захоронение советских военнопленных и воинов, павших в ходе освобождения Северной Норвегии от немецких войск, расположенное на острове Хьётта в Хельгеланне (фюльке Нурланн).
Кладбище было открыто 8 июля 1953 года в присутствии министра иностранных дел Норвегии и советского посла. Его создание было тесно связано с опасениями норвежского правительства, что разбросанные по всей стране советские захоронения могут послужить прикрытием для ведения шпионской деятельности со стороны советских консульских работников. В ходе тайно проведённой в 1951 году операции «Асфальт» из Северной Норвегии на Хьётту были свезены останки нескольких тысяч погибших воинов.
Там также захоронены военнопленные, погибшие на корабле «Ригель», который был потоплен английской авиацией в 1944 году неподалёку от Хьётты. Всего на этом кладбище нашли упокоение 7551 человек.
В северной части кладбища располагается братская могила, в южной — 826 отдельных могил с указанием имён захороненных. На территории кладбища установлен обелиск и разбит парк.